# Antipodoecia turneri
Antipodoecia turneri är en nattsländeart som beskrevs av Martin E. Mosely 1934. Antipodoecia turneri ingår i släktet Antipodoecia och familjen Antipodoeciidae. Inga underarter finns listade i Catalogue of Life.